# Hampton (Connecticut)
Hampton es un pueblo ubicado en el condado de Windham en el estado estadounidense de Connecticut. En el año 2005 tenía una población de 2.034 habitantes y una densidad poblacional de 31 personas por km².

## Geografía
Hampton se encuentra ubicada en las coordenadas 41°47′12″N 72°3′31″O / 41.78667, -72.05861.

## Demografía
Según la Oficina del Censo en 2000 los ingresos medios por hogar en la localidad eran de $54,464, y los ingresos medios por familia eran $66,339. Los hombres tenían unos ingresos medios de $44,688 frente a los $32,337 para las mujeres. La renta per cápita para la localidad era de $25,344. Alrededor del 3.5% de la población estaban por debajo del umbral de pobreza.